# 心貓 ～與再會的妹妹展開全新的關係～
《心猫 ～与再会的妹妹展开全新的关系～》是milimili：AMUSE CRAFT EROTICA在2020年8月28日發售的戀愛冒險類型成人遊戲，當中由負責原畫，若葉祥慶擔當編劇。
《心猫》只有一條劇情分支路線，當中擁有一系列預先設定的場景和人物互動。整部遊戲聚焦於小春跟玩家角色的互動，並刻畫角色之間的性行為。整個故事以不具名的玩家角色的視角作切入點，他是小春的哥哥，並在升上大學後跟沒見多年的妹妹再會。
這部遊戲在開售後登上日本美少女遊戲暨動漫相關商品銷售網站Getchu屋當月視覺小說銷量排行榜的第12位。

## 遊戲系統
《心貓》採取戀愛冒險的遊玩方式。玩家所扮演的是本作的男主角。大部分的劇情玩家會以他的視角進行遊戲。遊戲中的小春有語音配音，玩家角色則沒有。玩家遊玩時需要閱覽屏幕上所顯示的文本以了解故事情節和人物之間的對話。這些文字會與人物動畫和背景一同出現，用以表示對話的對象。《心貓》只有一條劇情路線。
本作角色之間的關係亦帶有一定性意味。有關場景包括手交、性交、漏尿。除此之外，玩家可在開首把角色立繪設定成在一般場景也以戴上動物耳朵或/和全裸的姿態登場。

## 故事
本作的主角在年幼時喪親，於是他們兄妹便分別交由兩個家庭照顧。10年後，升上了大學的主角終可以跟小春再會和同居。他們兩人在一起相處時漸漸發現對方對自己抱有戀愛之情，於是他們兩兄妹便在整部作品中一起過着甜蜜的日常生活。

## 角色
哥哥
本作男主角，升上大學後跟妹妹再會。
小春
玩家角色「哥哥」的妹妹。性格偏向文靜，但在跟哥哥的事情上卻會變得主動。有時對於哥哥把自己當作10年前小時候的自己看待一事感到厭惡。

## 開發
《心貓》為milimili：AMUSE CRAFT EROTICA的第5部作品。曾在《工口龍捲風！2 ～工口旋渦以妹妹為中心急速擴大中！～》等多部成人遊戲擔當編劇的若葉祥慶，再次於本作負責上述工作。是作的原畫則由負責。

## 發行
2020年7月31日，milimili：AMUSE CRAFT EROTICA發佈了本作的免費體驗版，予供公眾下載試玩。正式版於8月28日開售，同時相容Windows 8/10。包裝版、下載版、附帶角色抱枕套的包裝版於當天一倂推出。官方會為經官方渠道郵購者贈送兩款徽章。

## 評價
這部遊戲在開售後登上日本美少女遊戲暨動漫相關商品銷售網站Getchu屋當月視覺小說銷量排行榜的第12位。

## 外部連結
- 官方网站 （页面存档备份，存于） （日語）
- 《心貓 ～與再會的妹妹展開全新的關係～》在視覺小說數據庫的頁面 （英文）